# بنکس (اورگن)
بنکس (به انگلیسی: Banks) شهری در شهرستان واشنگتن ایالت اورگن است و در سرشماری سال ۲۰۱۱ میلادی، ۱٬۷۷۷ نفر جمعیت داشته که نسبت به سال ۲۰۱۰، −۰٫۱۱ درصد رشد جمعیت داشته‌است.

## موقعیت جغرافیایی
موقعیت جغرافیایی شهرها و مناطق اطراف به شرح زیر است: